# Tatjana Lolova
Tatjana Lolova (Bulgaars: Татяна Лолова) (Sofia, 10 februari 1934 - aldaar, 23 maart 2021) was een Bulgaarse toneel- en filmactrice. Ze speelde in een breed scala van komisch-satirische films. Ondanks de overdrijving en ironie in haar personages, kwamen haar personages waarheidsgetrouw en stevig over. 

## Biografie
Lolova's moeder was van Russisch-Oekraïense afkomst. Haar vader was een Bulgaarse accountant. Lolova studeerde in 1955 aan de Nationale Academie voor Theater- en Filmkunsten 'Krastvo Sarafov' (Национална академия за театрално и филмово изкуство „Кръстьо Сарафов). Daarna verscheen ze voor het eerst in het Russische theater, totdat ze in 1956 overstapte naar de groep van het nieuw opgerichte Aleko Konstantinov Satirisch Staatstheater (Държавен сатиричен театър „Алеко Константинов“) te Sofia. 
De 87-jarige Lolova overleed op 23 maart 2021 aan de gevolgen van de infectieziekte COVID-19.

## Onderscheidingen
- Orde van de Stara Planina

## Filmografie
- 1964: Neverojatna istorija (Невероятна история)
- 1971: Goja ili Tezjkijat pat na poznanieto (Гоя или Тежкият път на познанието)
- 1973: Siromasjko Ljato (Сиромашко лято)
- 1974: Poslednijat ergen (Последният ерген)
- 1976: Sjtoerets v oechoto (Щурец в ухото)
- 1977: Zvezdi v kosite, salzi v otsjite (Звезди в косите, сълзи в очите)
- 1978: Toplo (Топло)
- 1983: Bon sjans, inspektore! (Бон шанс, инспекторе!)
- 1984: Opasen tsjar (Опасен чар)
- 1987: 13ta godenitsa na printsa (13та годеница на принца)
- 2014: Bulgarian Rhapsody (Българска рапсодия)
- 2015: Barter (Бартер)
- 2017: Lili Ribkata (Лили Рибката)